# Glyptobasis nugax
Glyptobasis nugax is een insect uit de familie van de vlinderhaften (Ascalaphidae), die tot de orde netvleugeligen (Neuroptera) behoort. 
Glyptobasis nugax is voor het eerst wetenschappelijk beschreven door Walker in 1853.